# Даниелян, Леон
Леон Даниелян (англ. Leon Danielian; 31 октября 1920, Нью-Йорк, США — 8 марта 1997, США) —  американский танцор балета, хореограф и педагог.  

## Биография
Даниелян родился в Нью-Йорке 31 октября 1920 года. После окончания средней школы он занялся балетом, чтобы укрепить своё тело после болезни.
Вместе со своей сестрой Герцелией изучал балет в детстве у влиятельного учителя мадам Седы. Позже она отправила Даниелянов к Михаилу Мордкину для дополнительного обучения, и оба присоединились к его труппе, Mordkin Ballet, когда она была сформирована в 1937 году.
В период с 1943 по 1961 годы Даниелян танцевал ведущие партии в балетах таких хореографов, как Мясин Л.Ф., Джордж Баланчин и Бронислава Нижинская. Он был партнером выдающихся европейских балерин, включая Александру Данилову и Иветт Шовир, был особенно известен как партнер Рутанны Борис.
C 1960-х годов артрит вынудил его прекратить танцевать, тогда Даниелян начал карьеру преподавателя, занимая пост директора Американской школы балетного театра с 1967 по 1980 год и профессора танца в Техасском университете в Остине с 1982 по 1991 год. В 1993 году университет назвал студию в его честь.